# Коробова Дарія Сергіївна
Дарія Сергіївна Коробова  (рос. Дар'я Сергеевна Коробова, 7 лютого 1989) — російська спортсменка, спеціалістка з синхронного плавання, олімпійська чемпіонка.

## Виступи на Олімпіадах
| Олімпіада   | Дисципліна | Місце |
| ----------- | ---------- | ----- |
| Лондон 2012 | командні   | 1     |

## Зовнішні посилання
- Досьє на sport.references.com [Архівовано 16 грудня 2012 у Wayback Machine.]